# Harold Wright (Leichtathlet)
Harold Wright (Harold Madison Wright; * 10. Dezember 1908 in Winnipeg; † 11. Dezember 1997 in Vancouver) war ein kanadischer Sprinter und Sportfunktionär.
Bei den Olympischen Spielen 1932 in Los Angeles wurde er Vierter in der 4-mal-100-Meter-Staffel. Über 100 und 200 Meter erreichte er das Halbfinale.
Von 1969 bis 1977 war er Präsident der Canadian Olympic Association. 1979 erhielt er den Olympischen Orden in Silber. 1986 wurde er Companion of the Order of Canada, und 1987 wurde er in die Hall of Fame des kanadischen Sports aufgenommen.
Sein Sohn Lee Wright war als Hockeyspieler und seine Schwiegertochter Thelma Wright als Mittel- und Langstreckenläuferin erfolgreich.

## Persönliche Bestzeiten
- 100 m: 10,4 s, 25. Juni 1932, Calgary
- 200 m: 21,5 s, 20. Mai 1932, Salt Lake City